# Winnetka
Winnetka je vesnice v okrese Cook ve státě Illinois ve Spojených státech amerických. Leží na západním pobřeží Michiganského jezera asi 26 kilometrů severně od centra Chicaga. Žije zde přibližně 13 tisíc obyvatel. První zástavba začala vznikat v první polovině 19. století kolem hostince ležícího při důležité obchodní cestě mezi Chicagem a Green Bay. Winnetka patří k nejbohatším sídlům v USA podle průměrného příjmu na domácnost.
V roce 1990 zde probíhalo natáčení populární rodinné komedie Sám doma. Dům, ve kterém se odehrává převážná většina děje a také úvodní scény volného pokračování Sám doma 2: Ztracen v New Yorku, má adresu 671 Lincoln Avenue, avšak ve filmu je ulice nazývána Lincoln Boulevard. I třicet let od uvedení komedie v kinech byla lokalita hojně navštěvovaná filmovými fanoušky z celého světa.